# Korka kvarn

Korka kvarn är en kvarn belägen vid Korkafallen i Korka å, Södra Vi socken, Vimmerby kommun.
Korka å har vid Korka Damm en fallhöjd på 20 meter och har länge brukats som vattenkraft. Enli uppgift fanns redan 1400 kvarnar här. Vid mitten av 1600-talet fanns 4-5 skvaltkvarnar och två överfallskvarnar vid fallen. Vattenkraften har även utnyttjats av en skinnstamp, ett hyvleri och ett spinneri. Spinneriet brann ned i slutet av 1800-talet. Numera finns endast en hjulkvarn kvar vid Nedre Korka. Den uppfördes ursprungligen på 1740-talet och hade ursprungligen tre överfallshjul som drev två kvarnstenar. Numera finns endast ett kvar. Kvarnen övertogs 1902 av Karl Lönngren, som höll kvarnen i kontinuerlig drift fram till mitten av 1950-talet.